# Вальядолід (провінція)
Вальядолід (ісп. Valladolid) — провінція на північному заході Іспанії розташована в автономному співтоваристві Кастилія-і-Леон. Адміністративний центр — місто Вальядолід.